# Beiers Sportinsigne voor Bijzondere Prestaties

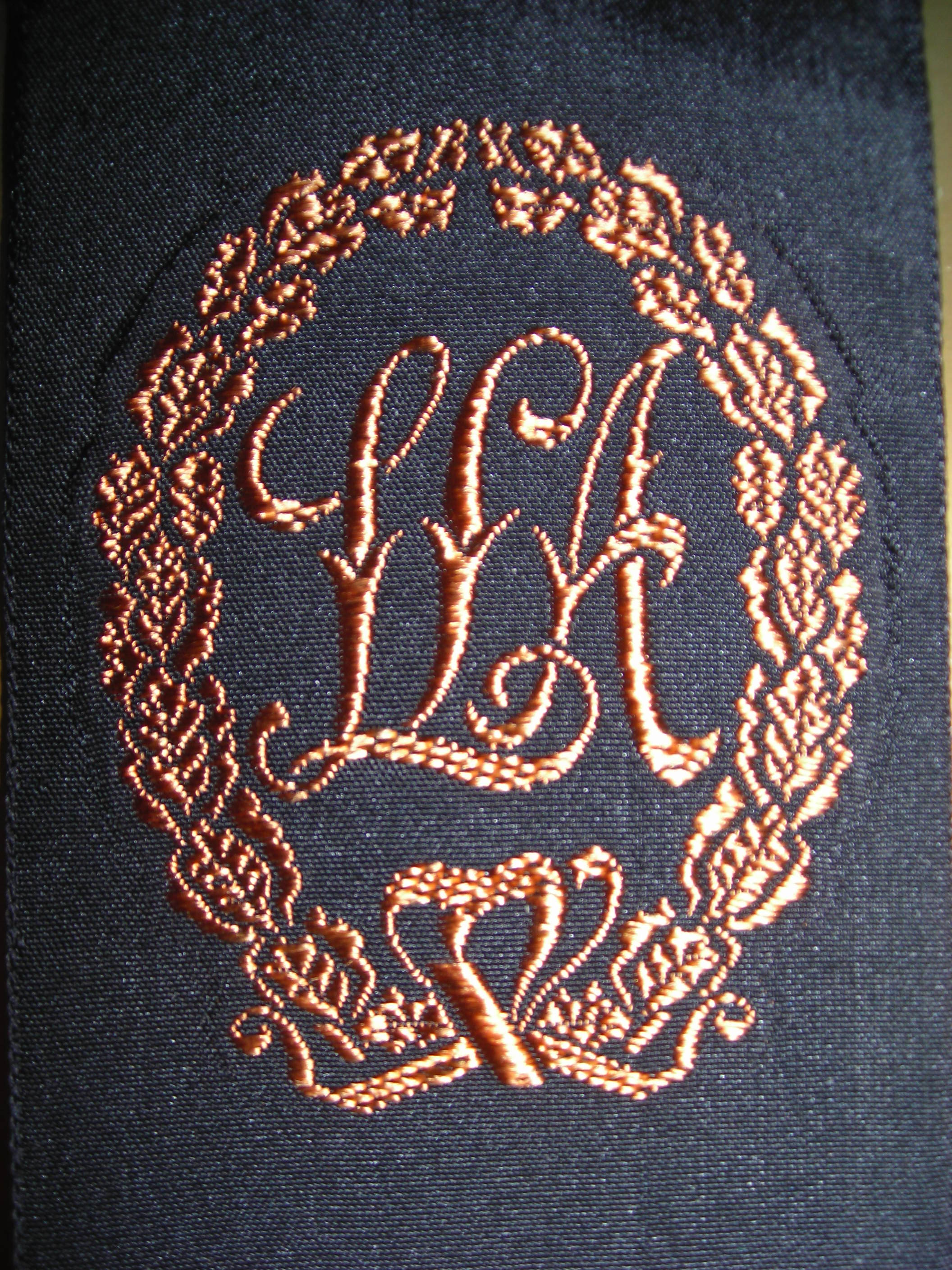
Beiers Sportinsigne voor Bijzondere Prestaties in Brons

Het Beiers Sportinsigne voor Bijzondere Prestaties, in het Duits "Bayerisches Sport-Leistungs-Abzeichen" of kortweg "BSLA" geheten wordt sinds 1948 door een sportbond, het "Bayerischen Landes-Sportverband", aan volwassenen verleend die zich bijzonder in de sport hebben onderscheiden. De onderscheiding, die in brons, zilver en goud wordt verleend, is niet voor professionele sporters gedacht.
De onderscheiding wordt niet door de Duitse Bondsregering erkend.
In Duitsland hebben sportonderscheidingen een lange traditie. Sporters dragen metalen insignes als broches op hun kleding en waar dat minder praktisch is kiest men voor een geborduurd insigne